# María Verónica Rengifo
María Verónica Rengifo Mendoza es una política venezolana, actualmente diputada suplente de la Asamblea Nacional por el estado Aragua.

## Carrera
Fue electa como diputada suplente por la Asamblea Nacional por el estado Aragua para el periodo 2016-2021 en las elecciones parlamentarias de 2015, en representación de la Mesa de la Unidad Democrática (MUD). En 2017 se unió a la recién creada fracción parlamentaria 16 de Julio. Rengifo participó en las protestas nacionales de ese año contra el gobierno de Nicolás Maduro, y el 19 de junio fue herida en la pierna por tres perdigones durante una protesta en El Paraíso, Caracas, disparados desde un punto de control de la Guardia Nacional Bolivariana.

## Vida personal
Durante las protestas nacionales de 2017, la madre y el hermano de Rengifo también fueron heridos por perdigones disparados por oficiales de la policía de Aragua.